# Слатіна-де-Муреш
Слатіна-де-Муреш (рум. Slatina de Mureș) — село у повіті Арад в Румунії. Входить до складу комуни Бирзава.
Село розташоване на відстані 360 км на північний захід від Бухареста, 66 км на схід від Арада, 128 км на південний захід від Клуж-Напоки, 85 км на північний схід від Тімішоари.

## Населення
За даними перепису населення 2002 року у селі проживали 223 особи, усі — румуни. Усі жителі села рідною мовою назвали румунську.